# Brudepige
En brudepige er en del af brudens fest under en traditionel vestlig bryllupsceremoni. Brudepiger er typisk yngre end bruden og ofte nære venner eller slægtningen. Brudepigen hjælper bruden i løbet af dagen med brylluppet eller ægteskabsceremonien. Traditionelt er brudepiger ugifte, giftemodne kvinder.
Ofte vil der være mere end én brudepige, og der er i princippet ingen øvre grænse for, hvor mange brudepiger en brud kan have. Historisk har antallet af brudepiger skullet afspejle familiens sociale status, og mange brudepiger var tegn på velstand og rigdom. I dag afhænger antallet af brudens præferencer, størrelsen på hendes familie og i visse tilfælde også gommens mening.
Særligt i USA er det normalt at brudepiger er iført det samme tøj, der nogle gange er farvekoordineret med brudens bryllupsbuket.
I nogle kulturer, heriblandt Norge, Holland og victoriatidens Storbritannien, har det været normalt for brudepiger at være små piger i stedet for voksne kvinder. De kan bære blomster ved bryllupsceremonien og bære brudens slør, hvis det er meget langt. Traditionen med at bære blomster udføres også nogle gange af en blomsterpige.
En mandlige pendant til en brudepige er en brudesvend eller forlover.